# Eastport (Maine)
Eastport es una ciudad ubicada en el condado de Washington en el estado estadounidense de Maine. En el Censo de 2010 tenía una población de 1.331 habitantes y una densidad poblacional de 41,66 personas por km².

## Geografía
Eastport se encuentra ubicada en las coordenadas 44°54′39″N 67°0′32″O / 44.91083, -67.00889. Según la Oficina del Censo de los Estados Unidos, Eastport tiene una superficie total de 31.95 km², de la cual 9.4 km² corresponden a tierra firme y (70.57%) 22.55 km² es agua.

## Demografía
Según el censo de 2010, había 1.331 personas residiendo en Eastport. La densidad de población era de 41,66 hab./km². De los 1.331 habitantes, Eastport estaba compuesto por el 91.96% blancos, el 0.75% eran afroamericanos, el 3.61% eran amerindios, el 0.45% eran asiáticos, el 0% eran isleños del Pacífico, el 0.53% eran de otras razas y el 2.7% pertenecían a dos o más razas. Del total de la población el 0.9% eran hispanos o latinos de cualquier raza.